# Саренпут II
Са-ренпут II Набу-кау-Ра-нахт (егип. Sȝ-rnpwt Nbw-kȝw-Rˁ-nḫt) — номарх («великий предводитель») и наследный князь I верхнеегипетского нома (септа) Та-сети в период правления царей Аменемхета II и Сенусерта II (конец XX — 1-я половина XIX веков до н. э.). «Наследный князь, номарх, великий предводитель нома Та-сети, визирь царя Нижнего Египта, друг единственный, распорядитель жрецов Хнума и Сатет, великий надзиратель над ремесленниками, начальник Нехеба, истинный знакомый царя, любимый им, сановник царя Верхнего Египта, вельможа царя Нижнего Египта, доверенный царя при организации патрулей (у) врат южных стран». Внук номарха Саренпута I.

## Политическая биография
Основными источниками, из которых нам известно о Саренпуте II, являются автобиографические надписи на стенах его гробницы в некрополе Куббет эль-Хава, на стенах мест поклонения и статуях Саренпута и его отца в святилище Хекаиба в Элефантине, а также на стелле № 852, хранящейся в Британском музее.
Саренпут II управлял пограничным с Нубией септом Та-сети во времена правления царей Аменемхета II и Сенусерта II, а также, вероятно, в начале правления Сенусерта III, что следует из надписи на стелле № 852, датированной 8-м годом правления этого царя. Будучи сыном номарха Хема и дочери номарха Саренпута I Сатетхетеп, Саренпут II очевидно получил должность номарха Та-сети по наследству. 
Являясь «начальником военного отряда» и «доверенным царя при организации патрулей (у) врат южных стран», Саренпут II организовал и руководил патрульной службой в районе Элефантины, то есть на нубийской границе, а возможно и в занятых египтянами районах Нубии. Саренпут II сыграл важную роль в укреплении обороны южных границ Египта. Во время его правления цепь крепостных сооружений без особых конфликтов была расширена на юг.
В 4-й год правления царя Сенусерта II номарх Саренпут II отремонтировал и расширил святилище Хекаиба в Элефантине, создав в нём места поклонения своему отцу и себе самому и обеспечил святилище системой водоснабжения, сходной с той, что была в храме богини Сатет. В святилище были установлены статуи Саренпута II и его отца. В это же время началось строительство гробницы номарха в дальнем конце утёса в Куббет эль-Хава, в котором уже находилась гробница его деда Саренпута I. Новая гробница строилась по схожему плану, что и гробница Саренпута I, но более величественной, с великолепным колонным залом и входом, обращённым на восход солнца.
По всей видимости, Саренпуту II по каким то причинам не удалось передать должность номарха Та-сети по наследству своему сыну Анху, поскольку после смерти Саренпута в период правления царя Сенусерта III номархом Та-сети становится Хекаиб II.

## Титулатура
Помимо имени, полученного при рождении, Саренпут в период своего правления принял второе имя — Набу-кау-Ра-нахт («Золотой дух (Ка) Ра могуч»). Это имя было производным от тронного имени царя Аменемхета II Набу-кау-Ра («Золотой дух (Ка) Ра»), в период правления которого Саренпут занял должность номарха.
Номарх Саренпут II традиционно совмещал в одном лице высшие гражданские, военные и религиозные должности в своём номе, нося соответствующий набор титулов. На стенах его усыпальницы сохранились следующие надписи с элементами титулатуры Саренпута II:
- «Номарх, распорядитель жрецов Сатет, госпожи Абу, военачальник»
- «Наследный князь, номарх, визирь царя Нижнего Египта, друг единственный»
- «Наследный князь, номарх, визирь царя Нижнего Египта, друг единственный, распорядитель жрецов Хнума»
- «Наследный князь, номарх, великий надзиратель над ремесленниками, начальник Нехеба, истинный знакомый царя, любимый им, номарх»
- «Номарх, доверенный царя при организации патрулей (у) врат южных стран»[5][6][8][12].

В текстах, обнаруженных в местах поклонения Саренпуту II и его отцу в святилище Хекаиба в Элефантине, используется схожий набор титулов, среди которых есть несколько новых, например, «начальник всех внешних областей», «величайший из великих в Верхнем Египте и сановник впереди народа». В одной из надписей в святилище Хекаиба Саренпут величает себя следующими эпитетами: «тот, кто любим своим городом, и кто любит свой город; любимый богами; сановник царя Верхнего Египта, вельможа царя Нижнего Египта, великий предводитель в номе Та-сети, номарх и начальник пророков Хнума».

## Происхождение и семья
Саренпут II происходил из династии номархов септа Та-сети, основанной Саренпутом I. Его отец Хема был женат на Сатетхетеп, дочери Саренпута I, соответственно Саренпут II приходился последнему внуком. Мать Саренпута II Сатетхетеп служила жрицей в храме Хнума. Жена Саренпута II, Хнумудит (ẖnmw-dd[t]), была жрицей богини Хатхор; в браке родился, как минимум, один сын — Анху.

## Гробница

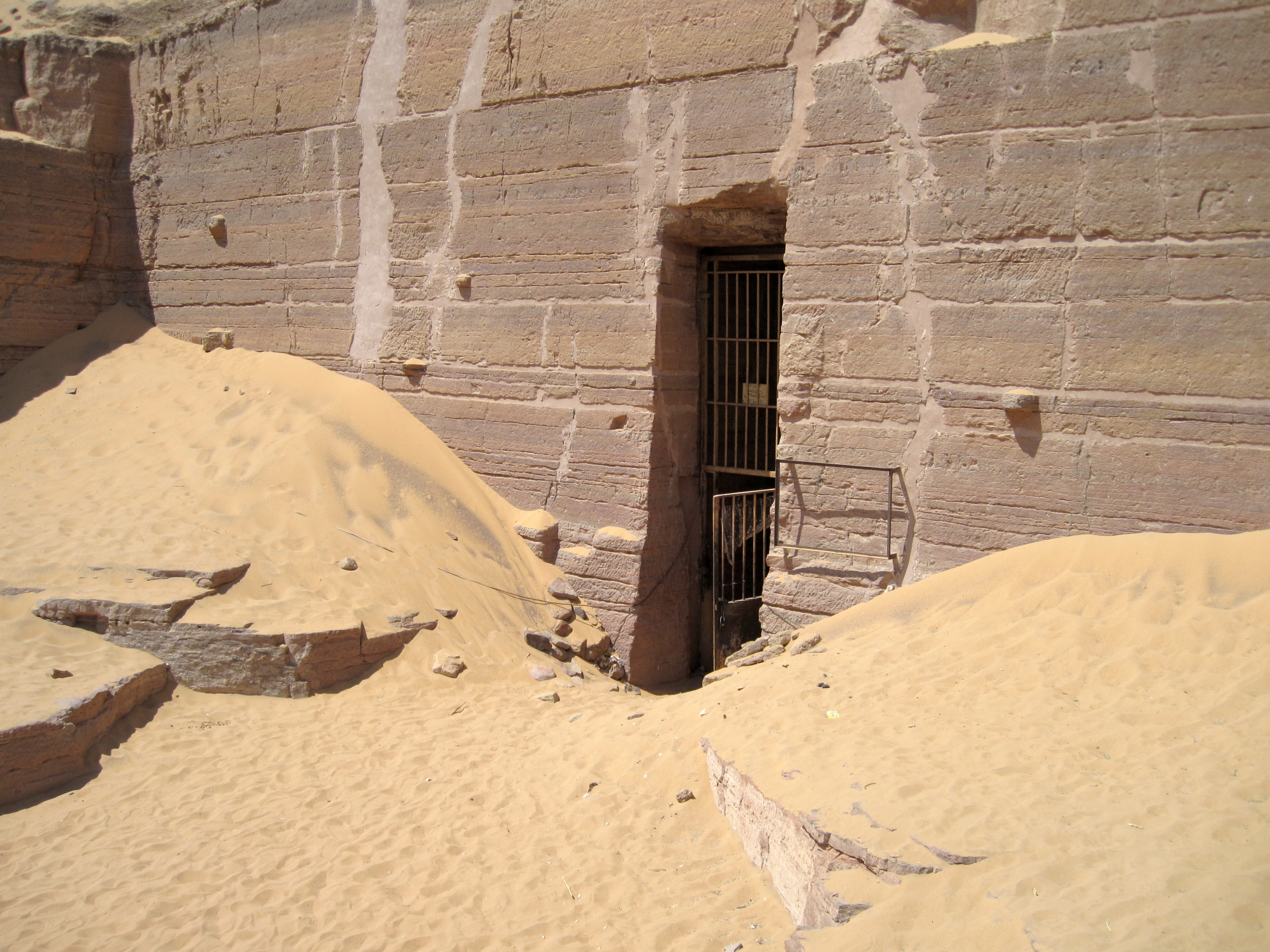
Вход в гробницу № 31 в Куббет эль-Хава

Гробница Саренпута II вырублена в песчанике в центре скального некрополя Куббет эль-Хава («Купол ветров») на берегу Нила недалеко от Асуана. При обнаружении гробницы ей был присвоен номер 31. От подножия скального массива к гробнице ведёт длинная крутая лестница, заканчивающаяся узким входом. Перед гробницей был устроен открытый двор, частично вытесанный в скале и огороженный стеной. Вход внутрь гробницы находится посреди западной стены двора. Короткий и узкий проход ведёт в прямоугольный зал, потолок которого покоится на шести, установленных в два ряда, квадратных колоннах. Посреди западной стены зала находится вход в длинный коридор, ведущий в культовое святилище Саренпута. В стенах коридора вытесаны неглубокие ниши, по три с каждой стороны, в которых были установлены статуи Саренпута в образе бога Осириса в виде мумии. Статуи подобного типа были обнаружены при исследовании пирамидального комплекса Сенусерта I в эль-Лиште и можно предположить, что статуи Сенусерта послужили образцом при создании статуй Саренпута II. Потолок святилища поддерживают четыре квадратные колонны. В западной стене святилища было вытесана глубокая ниша, представлявшая собой главное жертвенное место усопшего номарха. Стены этой ниши, как и колонны святилища, были украшены изображениями Саренпута и членов его семьи, а также расписаны надписями, содержащими его основные титулы.
В гробнице не обнаружено пространной биографической надписи Саренпута II, имеются лишь короткие надписи над росписями, украшающими стены коридора усыпальницы. На стенах и колоннах гробницы Саренпут изображен с символами власти в руках — посохом и скипетром. На западной стене главной жертвенной ниши изображён Саренпут за жертвенным столом, богато накрытым жертвенными продуктами. Над изображением номарха находится надпись с его титулами и именем: «Чтимый в присутствии Хнума, господина Кебеха, в Элефантине, наследный князь. Чтимый в присутствии Сатет, госпожи Элефантины и Нехбеты, Набу-кау-Ра-нахт». На боковых стенах ниши вновь изображён Саренпут рядом со своей матерью Сатетхетеп, жрицей храма Хнума, сидящей перед столом с жертвенными дарам (правая стена), и перед своей женой Хнумудит (левая стена). В отличие от его жены и сына, мать Саренпута изображена одного с ним роста, что подчеркивает равное с ним положение. Показательно, что в этом загробном изображении Саренпут отвел матери существенно более почётное место, чем жене.
Гробница Саренпута II в Куббет эль-Хава была полностью разграблена ещё в древности.
|  |  |  |  |  |  |  |
|  |  |  |  |  |  |  |